# Michel Neugarten
Michel Neugarten (ur. 10 kwietnia 1957 roku w Uccle) – belgijski kierowca wyścigowy i rajdowy.

## Kariera
Neugarten rozpoczął karierę w międzynarodowych wyścigach samochodowych w 1990 roku od gościnnych startów w Belgian Procar Touring Car Championship, gdzie raz stanął na podium. W późniejszych latach Belg pojawiał się także w stawce 24-godzinnego wyścigu Le Mans, Global GT Championship, Porsche Supercup, French GT Championship, FIA GT Championship, Grand American Sports Car Series, American Le Mans Series, Renault Sport Clio Trophy oraz Grand American Rolex Series.